# Saint-Perreux
Saint-Perreux (Gallo Saent-Péroec, bretonisch Sant-Pereg) ist eine französische Gemeinde mit 1.049 Einwohnern (Stand 1. Januar 2022) im Département Morbihan in der Region Bretagne. Saint-Perreux gehört zu den Gemeinden in der Bretagne, in denen Gallo gesprochen wurde.

## Geographie
Saint-Perreux liegt rund zwei Kilometer nordwestlich von Redon im Südosten des Départements Morbihan und gehört zum Gemeindeverband Redon Agglomération.
Nachbargemeinden sind Saint-Vincent-sur-Oust im Norden, Bains-sur-Oust im Nordosten, Redon im Osten, Saint-Jean-la-Poterie im Südwesten, Allaire im Westen sowie Saint-Jacut-les-Pins im Nordwesten.
Die bedeutendsten Gewässer sind die Flüsse Oust und Arz. Entlang dieser Wasserläufe verläuft teilweise die Gemeindegrenze.

## Bevölkerungsentwicklung
| Jahr                       | 1962 | 1968 | 1975 | 1982 | 1990 | 1999 | 2006 | 2012 | 2019 |
| Einwohner                  | 661  | 709  | 803  | 894  | 926  | 1041 | 1120 | 1175 | 1074 |
| Quellen: Cassini und INSEE |      |      |      |      |      |      |      |      |      |

## Sehenswürdigkeiten
- Kirche Saint-Perreux aus dem Jahr 1860
- Kapelle Saint-Perreux, 15. bis 19. Jahrhundert
- Schloss La Graë aus dem 19. Jahrhundert
- Brotöfen in La Cotardaie und La Vérie

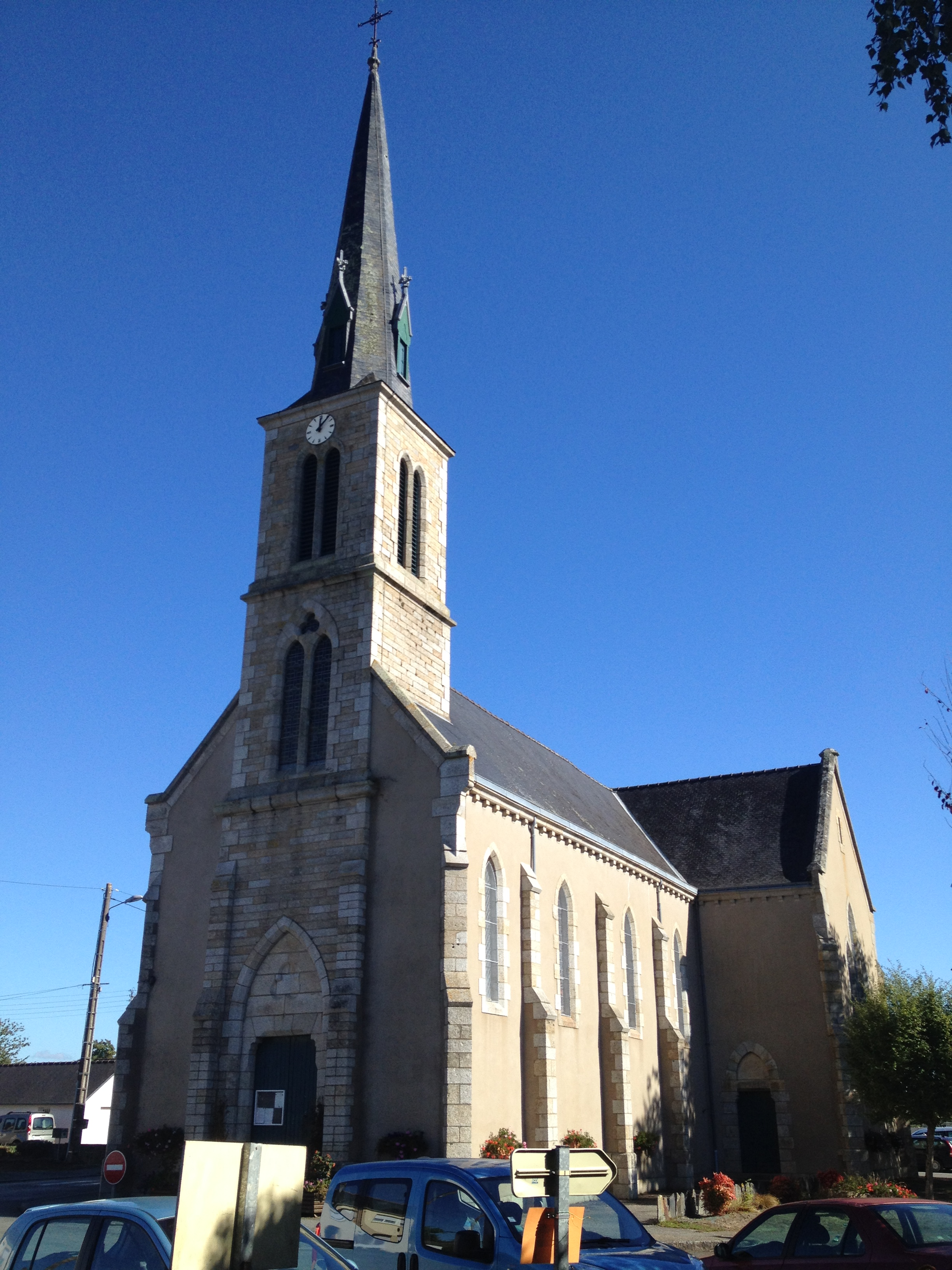
Kirche Saint-Perreux

- gefasste Quelle in La Graë
- Wegkreuz in La Graë
- Kalvarienberg im Dorfzentrum
- Stauwehr in La Potinais

Quelle: